# Jeff Vogel
Pour les articles homonymes, voir Vogel.
Jeff Vogel est le président et le programmeur principal de la compagnie Spiderweb Software, qui produit des jeux sur ordinateur pour les plateformes Macintosh, Windows PC et iPad. Vogel vit actuellement à Seattle, Washington.
Vogel fonda avec sa femme Mariann la société Spiderweb Software en 1994, alors qu'il était en train de préparer un doctorat en mathématiques appliquées, afin de sortir son premier jeu, Exile: Escape from the Pit. Le jeu sort en shareware en 1995 ; le succès du jeu permet à Vogel d'interrompre ses études pour se consacrer au jeu vidéo à plein temps.
À ce jour, Vogel a écrit et programmé 22 jeux pour Spiderweb Software. Il se voit comme un modeste fabricant de jouets, restant dans une niche, le jeu vidéo de rôle à l'occidentale, dans laquelle il est reconnu.
Vogel tient un blog, The Bottom Feeder, où il écrit de longs articles sur le développement de jeux vidéo indépendants.